# Semide
Semide  es una población y comuna francesa, en la región de Champaña-Ardenas, departamento de Ardenas, en el distrito de Vouziers y cantón de Machault.
Está integrada en la Communauté de communes de l'Argonne Ardennaise.

## Geografía
Semide es un pueblo situado en la zona sur de la región de Ardenas (Ardennes). Está situado a 40 kilómetros al este de Reims, a 50 kilómetros al norte de Châlons-en-Champagne y a 57 kilómetros al sur de Charleville-Mézières.
Se trata de un pueblo agrícola, en el que se cultiva principalmente cereales y remolacha azucarera y que tiene una extensión total de 3.704 hectáreas.
Tiene un total de 195 habitantes, según el censo poblacional de 2014 y son llamados semidas.

## Demografía
| 570 | 546 | 552 | 492 | 515 | 527 | 530 | 567 | lac. | lac. | 559 | 492 | 449 | 416 | 408 | 404 | 343 | 330 | 346 | 313 | 273 | 306 | 294 | 300 | 286 | 326 | 314 | 293 | 251 | 264 | 258 | 245 | 216 | 213 |
| Para los censos de 1962 a 1999 la población legal corresponde a la población sin duplicidades (Fuente: INSEE [Consultar]) |     |     |     |     |     |     |     |      |      |     |     |     |     |     |     |     |     |     |     |     |     |     |     |     |     |     |     |     |     |     |     |     |     |

## Lugares y monumentos
- Iglesia de Saint-Pierre-et-Saint-Paul de siglo XII.
- Emplazamiento de un cañón alemán de 380mm SKL/45 (conocidos también como Max o Bertha) de la Primera Guerra Mundial.
- Necrópolis Nacional de la Primera Guerra Mundial.